# Імре Маркош
Імре Маркош (угор. Markos Imre, 9 червня 1908, Угорщина — 27 вересня 1960, Уддевалла, Швеція) — угорський футболіст, що грав на позиції нападника. По завершенні ігрової кар'єри — тренер.
Виступав, зокрема, за клуб «Бочкаї», а також національну збірну Угорщини.

## Клубна кар'єра
У дорослому футболі дебютував виступами за команду клубу «Ексересек». Більшу частину кар'єри провів у «Бочкаї» (Дебрецен). З командою досягнув найбільших у її історії висот. У 1930 році клуб завоював кубка Угорщини. У 1/2 фіналу «Бочкаї» несподівано переміг «Ференцварош» з рахунком 2:0, а у фіналі здолав команду «Баштя» (Сегед) — 5:1. Три голи у фіналі забив Паль Телекі, по одному разу відзначились Імре Маркош і Тібор Шаньї.
У національній першості Маркош разом з клубом став третім призером у 1934 році. Ще тричі клуб займав четверте місце у 1929, 1931 і 1932 роках. Двічі з командою брав участь у матчах кубка Мітропи. У 1931 році клуб із Дебрецена поступився австрійській «Вієнні» (0:3, 0:4), а у 1934 році італійській команді «Болонья».
На початку сезону 1936—1937 року перейшов до клубу «Ренн», але після його завершення повернувся до складу «Бочкаї». Далі грав у команді «Акнаслатінаї Баньяс», що виступала у третьому угорському дивізіоні. У 1945 році зіграв 20 матчів і забив 6 голів у вищоліговому МТК.
| Дата       | Місто     | Господарі      | Результат | Гості          | Турнір                   | Голи | Примітки |
| ---------- | --------- | -------------- | --------- | -------------- | ------------------------ | ---- | -------- |
| 05/05/1929 | Відень    | Австрія        | 2 – 2     | Угорщина       | товариський матч         | -    |          |
| 08/09/1929 | Прага     | Чехословаччина | 1 – 1     | Угорщина       | Кубок Центральної Європи | -    |          |
| 06/10/1929 | Будапешт  | Угорщина       | 2 – 1     | Австрія        | товариський матч         | -    |          |
| 11/05/1930 | Будапешт  | Угорщина       | 0 – 5     | Італія         | Кубок Центральної Європи | -    |          |
| 20/09/1931 | Будапешт  | Угорщина       | 3 – 0     | Чехословаччина | товариський матч         | -    |          |
| 27/11/1932 | Турин     | Італія         | 4 – 2     | Угорщина       | товариський матч         | 1    |          |
| 29/01/1933 | Лісабон   | Португалія     | 1 – 0     | Угорщина       | товариський матч         | -    |          |
| 05/03/1933 | Амстердам | Нідерланди     | 1 – 2     | Угорщина       | товариський матч         | -    |          |
| 19/03/1933 | Будапешт  | Угорщина       | 2 – 0     | Чехословаччина | товариський матч         | -    |          |
| 30/04/1933 | Будапешт  | Угорщина       | 1 – 1     | Австрія        | товариський матч         | 1    |          |
| 25/03/1934 | Софія     | Болгарія       | 1 – 4     | Угорщина       | Відбір до ЧС 1934        | 1    |          |
| 15/04/1934 | Відень    | Австрія        | 5 – 2     | Угорщина       | товариський матч         | -    |          |
| 29/04/1934 | Прага     | Чехословаччина | 2 – 2     | Угорщина       | Кубок Центральної Європи | -    |          |
| 27/05/1934 | Неаполь   | Угорщина       | 4 – 2     | Єгипет         | ЧС 1934                  | -    |          |
| 31/05/1934 | Болонья   | Угорщина       | 1 – 2     | Австрія        | ЧС 1934                  | -    |          |
| 09/12/1934 | Мілан     | Італія         | 4 – 2     | Угорщина       | товариський матч         | -    |          |
| 09/12/1934 | Дублін    | Ірландія       | 2 – 4     | Угорщина       | товариський матч         | 1    |          |
| 22/05/1935 | Будапешт  | Угорщина       | 1 – 0     | Чехословаччина | Кубок Центральної Європи | 1    |          |
| 06/10/1935 | Відень    | Австрія        | 4 – 4     | Угорщина       | Кубок Центральної Європи | -    |          |
| 24/11/1935 | Мілан     | Італія         | 2 – 2     | Угорщина       | Кубок Центральної Європи | -    |          |
| Усього     |           | Матчів         | 20        |                | Голів                    | 5    |          |

## Кар'єра тренера
Розпочав тренерську кар'єру 1947 року, очоливши тренерський штаб клубу «Дебрецен».
Протягом тренерської кар'єри також очолював команди фінських і шведських клубів «ТПС», «Дегерфорс» та «Пирківа» (Турку), «Карлштадт», «Хербі», а також турецького «Фенербахче».
Останнім місцем тренерської роботи був клуб «Оддевольд», головним тренером команди якого Імре Маркош був протягом 1957—1960 років.
Помер 27 вересня 1960 року на 53-му році життя.

## Титули і досягнення

### Як гравця
- Володар кубка Угорщини: (1)

«Бочкаї»: 1930
- Бронзовий призер чемпіонату Угорщини: (1)

«Бочкаї»: 1934
- Учасник чемпіонату світу 1934

### Як тренера
- Чемпіон Фінляндії: (1)

«ТПС»: 1949